# Keirupsvogel
De keirupsvogel (Edolisoma dispar synoniem: Coracina dispar) is een rupsvogel die  endemisch is op een aantal kleine eilanden in de Zuid-Molukken (Indonesië), onder andere de Kei-eilanden.

## Verspreiding en leefgebied
De Keirupsvogel leeft aan de randen van het regenwoud of in secondair tropisch bos op de eilanden Romang, Damar, Tanimbar-eilanden, Kai, Seramlaut Watubela en de Banda-eilanden. Op de meeste plaatsen is het een schaars voorkomende vogel die gemakkelijk over het hoofd gezien wordt, maar plaatselijk soms talrijk is.

## Status
Er is verder weinig bekend over het aantalsverloop van de verspreid voorkomende populaties. Bij afwezigheid van bewijzen van het tegendeel, gaat de IUCN ervan uit dat het voortbestaan van de soort niet in gevaar is. De Keirupsvogel staat als gevoelig op de Rode Lijst van de IUCN.